# Tregonning Hill
Tregonning Hill är en kulle i Storbritannien.   Den ligger i grevskapet Cornwall och riksdelen England, i den södra delen av landet, 400 km väster om huvudstaden London. Toppen på Tregonning Hill är 189 meter över havet, eller 131 meter över den omgivande terrängen. Bredden vid basen är 8,1 km.
Terrängen runt Tregonning Hill är platt. Havet är nära Tregonning Hill åt sydväst.  Närmaste större samhälle är Camborne, 11,0 km norr om Tregonning Hill. 